# Stazione di Sant'Antioco Ponti
La stazione di Sant'Antioco Ponti era una stazione ferroviaria a servizio del comune di Sant'Antioco, situata lungo la dismessa ferrovia Siliqua-San Giovanni Suergiu-Calasetta, nel porto industriale antiochense.

## Storia
Le origini della stazione risalgono agli anni venti del Novecento, periodo in cui le Ferrovie Meridionali Sarde, che avevano inaugurato nel 1926 la rete ferroviaria a scartamento ridotto del Sulcis-Iglesiente, decisero di attrezzare un nuovo pontile per l'impiego industriale alle porte di Sant'Antioco, nell'area del vecchio ponte romano che all'epoca era ancora in uso per scavalcare il canale che divideva in quei decenni l'isola antiochense dalla Sardegna, canale sormontato anche dall'originario ponte girevole della ferrovia tra Siliqua e Calasetta, lungo la quale sarebbe sorta una nuova stazione che servisse il nuovo porto industriale del sud-ovest sardo. L'impianto ferroviario fu inaugurato prima della fine del decennio e denominato Sant'Antioco Ponti, dal nome della località in cui era situato: la realizzazione della stazione era legata principalmente al traffico merci, sebbene per tutta la sua vita la struttura fu impiegata anche come fermata per il servizio viaggiatori, attivato nel 1930. Negli anni trenta con la costruzione di uno stabilimento industriale vicino all'impianto e con l'aumento dell'attività estrattiva della zona il porto antiochense e la sua stazione divennero meta di un grosso movimento di treni, fatto ancora più marcato dopo l'avvio dell'attività estrattiva nella miniera carbonifera di Serbariu, posta alle porte della neonata città di Carbonia, il cui carbone veniva trasportato via ferrovia sino a Sant'Antioco Ponti per l'imbarco verso l'Italia continentale o la distillazione in loco.
La mole di treni che interessavano questa tratta portò alla decisione di raddoppiare il tronco ferroviario tra la stazione e quella di Carbonia, così a partire dal 7 febbraio 1940 l'impianto fu uno degli estremi della prima porzione di ferrovia a doppio binario in Sardegna. Durante la guerra gli impianti della stazione e del porto furono bombardati e danneggiati dagli aerei alleati; in seguito l'attività nello scalo riprese a pieno regime nell'immediato dopoguerra, crollando poi a causa della progressiva dismissione del settore estrattivo sulcitano che ridusse il traffico merci nell'impianto: questo fatto negli anni sessanta portò anche alla cessazione dell'esercizio a doppio binario tra Carbonia e la stazione.
Rimasta attiva nonostante la minore strategicità, la stazione ferroviaria di Ponti fu chiusa insieme alla rete FMS il 1º settembre 1974, senza mai riaprire nonostante fosse ricompresa nel tracciato della linea per cui era prevista la riconversione a scartamento ordinario, mai attuata.

## Strutture e impianti
Dal 1974 la stazione di Sant'Antioco Ponti non è più attiva e l'area in cui sorgeva è stata in gran parte disarmata negli anni successivi. Prima della seconda guerra mondiale la configurazione della stazione comprendeva un fascio di tre binari che seguivano il sedime della ferrovia, di cui i due di linea (che in uscita dalla stazione verso l'abitato di Sant'Antioco tornava a binario unico) più un tronchino, da cui si aveva accesso all'area della banchina del porto industriale di Sant'Antioco, dotato di tre fasci paralleli composti da due tronchini ciascuno; da quello più a ovest dei tre si diramavano inoltre due ulteriori binari che conducevano alla parte sud del pontile, anch'essa servita da una coppia di tronchini. Il binario di accesso al fascio ovest del pontile era inoltre il vertice del triangolo di regresso dell'impianto, che aveva origine da uno dei binari di linea lato San Giovanni Suergiu e da un ulteriore tronchino lato Calasetta, che serviva lo stabilimento di distillazione attivo nelle vicinanze della stazione.
L'impianto era dotato di alcuni fabbricati e di un rifornitore idrico; il movimento era inoltre gestito localmente.

## Movimento
La stazione fu chiusa al servizio ferroviario il 1º settembre 1974, sino a quel momento era servita dai treni delle FMS.